# شبین الکوم
شهر شبین الکوم (به عربی: شبین الکوم) در استان منوفیه در کشور مصر واقع شده‌است. جمعیت این شهر ۱۸۰٫۴۵۴ نفر است.